# Deci Magi
Deci Magi (en llatí Decius Magius) va ser un dels homes més distingits de Càpua durant la Segona Guerra Púnica, i cap del partit romà a la ciutat. Vel·leu Patèrcul (que era descendent seu) l'anomena com a "Campanorurn princeps celeberrimus et nobilissimus vir".
Va utilitzar la seva influència per impedir que Càpua rebés Hanníbal després de la batalla de Cannes l'any 216 aC, però sense èxit. Hanníbal va entrar a la ciutat i un dels seus primers actes va ser exigir al senat l'entrega de Magi, que va ser empresonat i després embarcat cap a Cartago. Però una tempesta va desviar la nau cap a Cirene i Magi va poder fugir i demanar asil a Ptolemeu IV Filopàtor, que li va concedir i va ser portat a Alexandria on el rei li va donar permís per anar on volgués.
Magi va triar quedar-se a viure a Egipte, ja que no podia tornar a Càpua, que estava en guerra amb Roma, i tampoc va optar per anar a Roma, on se l'hauria tractat potser de desertor, mentre durés la guerra entre la seva ciutat i els romans. probablement va morir a Egipte.